# Pixel 2
Pixel 2は、アメリカのGoogleによって開発された第4世代移動通信システムに対応したスマートフォンである。Pixel 2とPixel 2 XLの2種類のモデルがあり、Pixel 2はHTC、Pixel 2 XLはLGエレクトロニクスによって製造された。Google Pixelシリーズの第2世代であり、第１世代のPixelの後継機である。